# Zagorje ob Savi
Zagorje ob Savi (em alemão:  Seger an der Sau) é um município da Eslovênia. A sede do município fica na localidade de mesmo nome.